# A fekete jérce
A fekete jérce (franciául: La Poule Noire) című könyv egyrészt elbeszélő mű, másrészt varázskönyv.
Az első részben a könyv egy francia katona elbeszéléséről szól, aki a napóleoni sereg élén Egyiptomban katonáskodott. A főszereplő, katonai osztagával, a francia tábornok parancsára indult a Nagy Piramisokhoz. Úti céljuknál beduin katonákkal kerültek összetűzésbe. Az ütközet után a beduinok kifosztották az osztagot, majd elvonultak. Egy török mágus jött elő az egyik piramisból, miután ellátta a főszereplő sebeit, a piramis belsejébe invitálta, ahol tovább kezelte különböző krémekkel és főzetekkel.

A második részben a könyv a török mágus bölcseleteit, szónoklatait írja le valamint, varázs erejű talizmánjait, gyűrűit és állatait mutatja be.